# كاليتا أوليفيا
كاليتا أوليفيا (بالإسبانية: Caleta Olivia)‏ هي مدينة، وبلدية، في الأرجنتين، تقع في Deseado Department ‏، بلغ عدد سكانها 51,733 نسمة وذلك حسب إحصائيات سنة 2010، تبلغ مساحتها 24.4 كيلومتر مربع، رمزها البريدي هو Z9011.

## المناخ
يظهر الجدول التالي التغييرات المناخية على مدار السنة لكاليتا أوليفيا:
| البيانات المناخية لـكاليتا أوليفيا | البيانات المناخية لـكاليتا أوليفيا | البيانات المناخية لـكاليتا أوليفيا | البيانات المناخية لـكاليتا أوليفيا | البيانات المناخية لـكاليتا أوليفيا | البيانات المناخية لـكاليتا أوليفيا | البيانات المناخية لـكاليتا أوليفيا | البيانات المناخية لـكاليتا أوليفيا | البيانات المناخية لـكاليتا أوليفيا | البيانات المناخية لـكاليتا أوليفيا | البيانات المناخية لـكاليتا أوليفيا | البيانات المناخية لـكاليتا أوليفيا | البيانات المناخية لـكاليتا أوليفيا | البيانات المناخية لـكاليتا أوليفيا |
| الشهر                              | يناير                              | فبراير                             | مارس                               | أبريل                              | مايو                               | يونيو                              | يوليو                              | أغسطس                              | سبتمبر                             | أكتوبر                             | نوفمبر                             | ديسمبر                             | المعدل السنوي                      |
| ---------------------------------- | ---------------------------------- | ---------------------------------- | ---------------------------------- | ---------------------------------- | ---------------------------------- | ---------------------------------- | ---------------------------------- | ---------------------------------- | ---------------------------------- | ---------------------------------- | ---------------------------------- | ---------------------------------- | ---------------------------------- |
| المتوسط اليومي °م (°ف)             | 18.3 (64.9)                        | 17.8 (64.0)                        | 15.6 (60.1)                        | 12.4 (54.3)                        | 8.6 (47.5)                         | 5.7 (42.3)                         | 5.5 (41.9)                         | 7.0 (44.6)                         | 9.3 (48.7)                         | 12.1 (53.8)                        | 15.2 (59.4)                        | 17.1 (62.8)                        | 12.1 (53.8)                        |
| الهطول مم (إنش)                    | 13.8 (0.54)                        | 13.9 (0.55)                        | 17.8 (0.70)                        | 19.7 (0.78)                        | 26.1 (1.03)                        | 21.4 (0.84)                        | 23.1 (0.91)                        | 19.6 (0.77)                        | 10.5 (0.41)                        | 12.0 (0.47)                        | 10.3 (0.41)                        | 12.5 (0.49)                        | 200.7 (7.90)                       |
| متوسط أيام هطول الأمطار            | 3.8                                | 3.7                                | 3.6                                | 4.7                                | 6.2                                | 5.6                                | 5.4                                | 5.6                                | 4.4                                | 4.4                                | 3.9                                | 5.0                                | 56.3                               |
| متوسط الرطوبة النسبية (%)          | 41.8                               | 44.0                               | 48.0                               | 52.3                               | 61.2                               | 64.2                               | 63.3                               | 58.5                               | 52.5                               | 47.3                               | 42.7                               | 41.0                               | 51.4                               |
| نسبة وصول أشعة الشمس               | 50.4                               | 54.3                               | 48.6                               | 45.5                               | 42.9                               | 41.9                               | 41.9                               | 44.4                               | 45.7                               | 49.2                               | 51.3                               | 48.6                               | 47.1                               |
| المصدر: Weatherbase                |                                    |                                    |                                    |                                    |                                    |                                    |                                    |                                    |                                    |                                    |                                    |                                    |                                    |

## أعلام
- خورخي كاسترو
- فرناندو منديز